# Bombardeo de Kremenchuk del 27 de junio de 2022

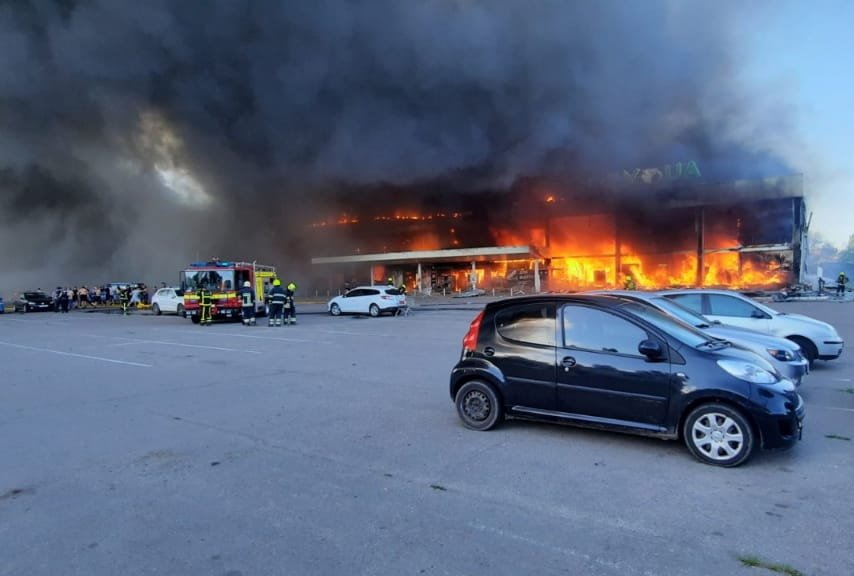
Incendio en centro comercial tras ataque con misiles

El bombardeo de Kremenchuk del 27 de junio de 2022 fue un ataque ruso con dos misiles a la ciudad de Kremenchuk, Ucrania.Los misiles impactaron en la fábrica de maquinaria Kredmash y en el cercano centro comercial Amstor. Desde el comienzo de la invasión rusa a gran escala en febrero de 2022, este bombardeo fue el quinto ataque a la ciudad y el que causó el mayor número de víctimas mortales. Antes de eso, otros ataques habían tenido lugar el 2 y 24 de abril, el 12 de mayo y el 18 de junio.

## Ataque
Según las Fuerzas Armadas de Ucrania, el ataque fue llevado a cabo por misiles antibuque Kh-22 lanzados desde bombarderos rusos Tu-22 M3 que despegaron del aeródromo de Shaikovka (en la región de Kaluga), y los misiles fueron lanzados sobre el territorio de la región de Kursk.
El Ministerio de Defensa ruso reconoció la responsabilidad del ataque, diciendo que éste alcanzó un depósito de armas en la fábrica Amstor y que la detonación de municiones provocó que el incendio se extendiera al centro comercial vecino.
El Ministerio de Defensa británico dijo que: "Existe una posibilidad realista de que el ataque con misiles al centro comercial Kremenchuk el 27 de junio de 2022 tuviera como objetivo una infraestructura cercana",  añadiendo que los misiles antibuque tienen un diseño de guía terminal diferente al de los misiles de ataque terrestre, por lo que quizás uno de ellos se fijó en el gran retorno de radar de las paredes metálicas planas del centro comercial en lugar del objetivo previsto.
Hasta 20 vehículos participaron en la extinción del incendio.

## Víctimas y reacciones
Dmytro Lunin, gobernador de la región de Poltava, dijo que 16 personas murieron y 56 resultaron heridas.
El presidente de Ucrania, Volodímir Zelenski dijo que había más de 1.000 personas dentro del centro comercial cuando ocurrió el impacto y acusó a los rusos de haber bombardeado el centro comercial deliberadamente.